# Rrahim Mani
Rrahim Mani (5 oktober 1976) is een Kosovaars wielrenner.

## Carrière
In 2016 werd Mani, achter Alban Delija, tweede in het nationale kampioenschap op de weg. Een jaar later pakte hij de titel door met een voorsprong van 37 seconden solo als eerste over de finish te komen. In de tijdrit was enkel Luan Haliti sneller, maar omdat hij als belofte deelnam kreeg Mani de titel bij de eliterenners. 
In 2018 werd Mani nogmaals nationaal kampioen op de weg.

## Overwinningen
2017
 Kosovaars kampioen tijdrijden, Elite
 Kosovaars kampioen op de weg, Elite
2018
 Kosovaars kampioen op de weg, Elite